# Sitionuevo (kommun)
Sitionuevo är en kommun i Colombia.   Den ligger i departementet Magdalena, i den norra delen av landet, 700 km norr om huvudstaden Bogotá. Antalet invånare är 26 867. Sitionuevo ligger vid sjön Ciénaga Machetico.